# Dover Patrol

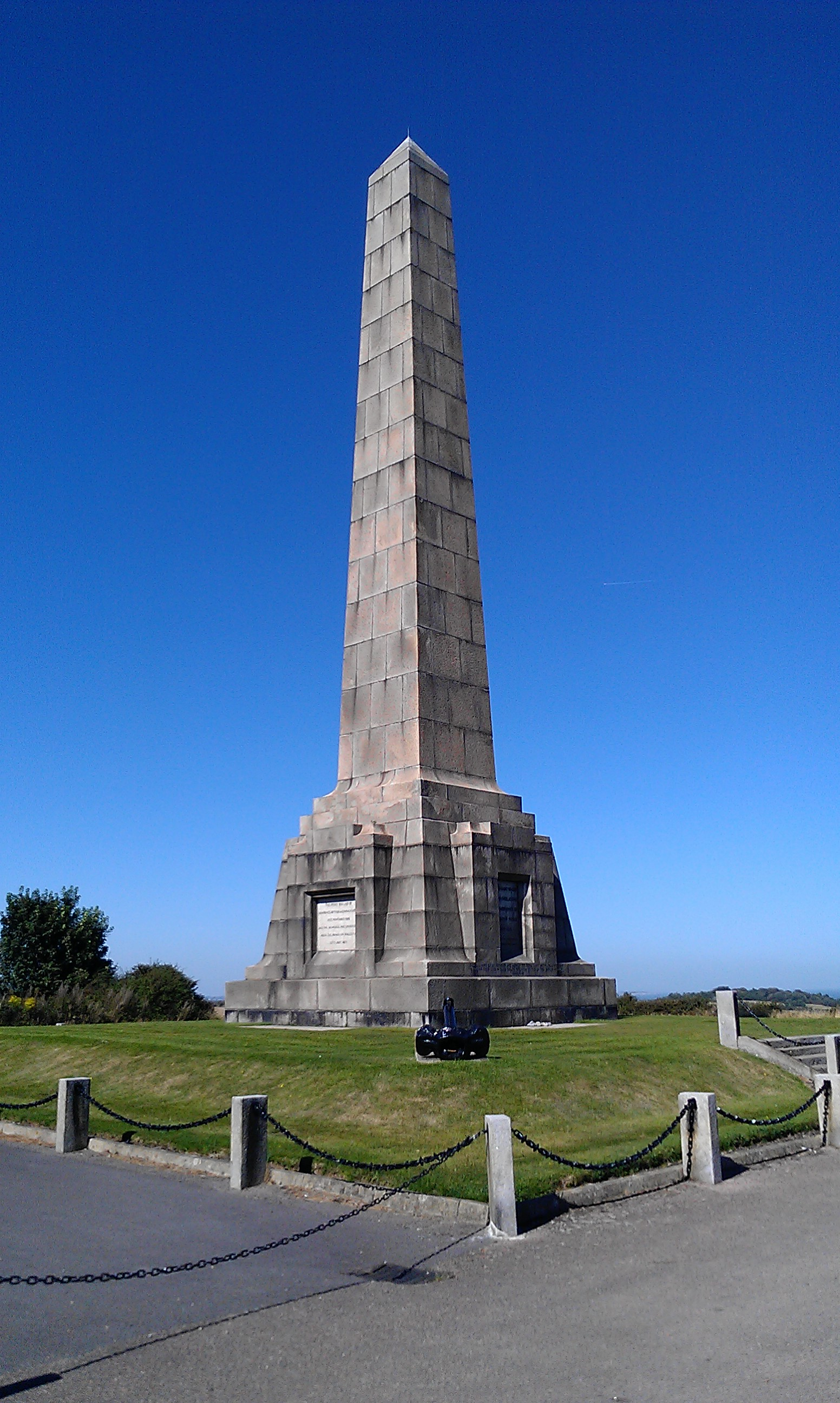
Dover Patrol Denkmal, nordöstlich von Dover

Die Dover Patrol war ein britisches Royal-Navy-Kommando im Ersten Weltkrieg, bekannt unter anderem für seine Beteiligung am Überfall auf Zeebrügge und Ostende am 22. April 1918. Die Schiffe der Dover Patrol waren in Dover und Dünkirchen stationiert. Ihre Hauptaufgabe war es, ein Eindringen deutscher Seestreitkräfte in den Ärmelkanal zu verhindern. Insbesondere sollten auch Durchfahrten deutscher U-Boote verhindert werden, wozu sie u. a. die Dover-Sperre bewachten. Dazu kamen regelmäßige Landbeschießungen der deutsch besetzten belgischen Küste durch Monitore und ältere Schlachtschiffe.